# Ampus
Ampus este o comună în departamentul Vaucluse din sud-estul Franței. În 2009 avea o populație de 898 de locuitori.

## Evoluția populației
| An        | 1975 | 1982 | 1990 | 1999 | 2006 | 2009 |
| --------- | ---- | ---- | ---- | ---- | ---- | ---- |
| Populație | 439  | 534  | 622  | 707  | 816  | 898  |